# Vímara Peres
Vímara Peres (Corunha, ca. 820 — Guimarães, 873) foi um chefe militar galego da segunda metade do século IX do noroeste da Península Ibérica.

## Biografia
Filho de Pedro Theon, Vímara Peres foi um dos responsáveis pela repovoação da linha entre o Minho e Douro e, auxiliado por cavaleiros da região, pela acção de presúria do burgo de Portucale  (Porto), que foi assim definitivamente conquistado aos muçulmanos no ano de 868. Nesse mesmo ano, tornou-se o primeiro conde de Portucale.
Vímara Peres foi também o fundador de um pequeno burgo fortificado nas proximidades de Braga, Vimaranis (derivado do seu próprio nome), que com o correr dos tempos, por evolução fonética, tornou-se a moderna Guimarães, tendo sido o principal centro governativo do Condado Portucalense quando da chegada do conde Dom Henrique.
Foi em Guimarães que viria a falecer, em 873. O seu filho, Lucídio Vimaranes (patronímico que significa "filho de Vímara"), sucedeu-lhe à frente dos destinos do condado, instituindo-se assim uma dinastia condal que governaria a região até 1071.

## Matrimónio e descendência
Casou possivelmente com Trudildi e foi pai de:
- Lucídio Vimaranes[2] (Guimarães [que na época se denominava "Guimaranis"], ca. 850 – Guimarães 922), conde desde 873, casou com Gudilona Mendes, filha de Hermenegildo Guterres, conde de Portugal, e de Ermesinda Gatones;
- Auvidia Vimaranes, casada com Alvito Guterres.[1][a]

## Casa de Vímara Peres

### Descendência
- Vímara Peres (conde de 868-873)
- Lucídio Vimaranes (filho de Vímara, conde desde 873)
- Alvito Lucides, casado com Munia Diaz, filha de Diogo Fernandes e Onecca.
- Alvito Nunes (linha colateral, vinda de Vímara Peres), casou com Gontina (conde de 1008-1015)
- Nuno Alvites (m. 1028), filho do anterior.
- Mendo Nunes (conde de 1028-1050)
- Nuno Mendes (conde de 1050-1071) – último descendente conhecido de Vímara Peres; derrotado por Garcia II na Batalha de Pedroso.

### Genealogia
Provável árvore genealógica da Casa de Vímara Peres (em inglês).